# Павлув (Малопольське воєводство)
Павлув (пол. Pawłów) — село в Польщі, у гміні Болеслав Домбровського повіту Малопольського воєводства.
Населення — 212 осіб (2011).
У 1975-1998 роках село належало до Тарновського воєводства.

## Демографія
Демографічна структура станом на 31 березня 2011 року:
|          | Загалом | Допрацездатний вік | Працездатний вік | Постпрацездатний вік |
| -------- | ------- | ------------------ | ---------------- | -------------------- |
| Чоловіки | 103     | 13                 | 79               | 11                   |
| Жінки    | 109     | 19                 | 60               | 30                   |
| Разом    | 212     | 32                 | 139              | 41                   |